# Gut Neu-Bülk

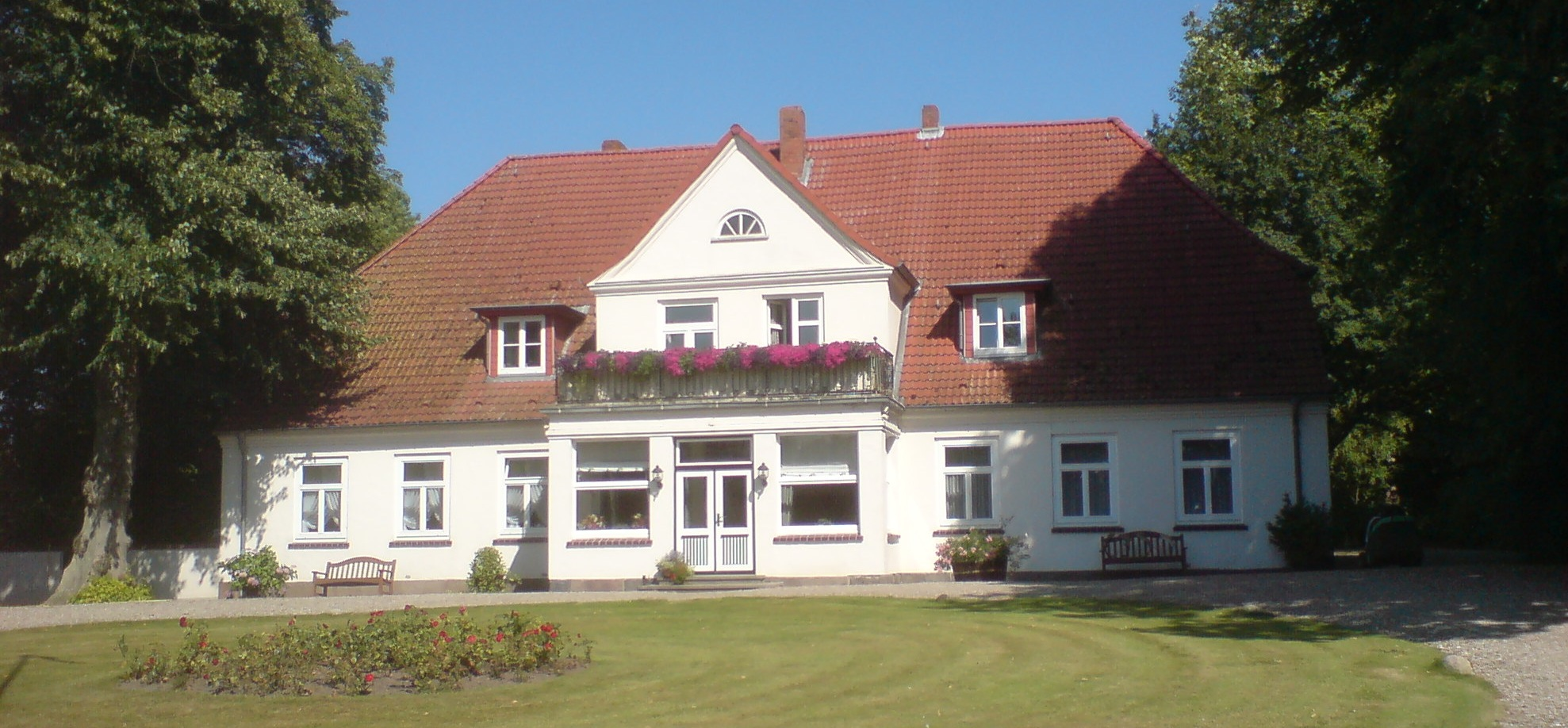
Das Herrenhaus

Das Gut Neu-Bülk (dänisch: Ny Bylk) ist ein adliges Gut im Gebiet der Gemeinden Strande, Dänischenhagen und Schwedeneck im Dänischen Wohld im Kreis Rendsburg-Eckernförde in Schleswig-Holstein.

## Lage
Neu-Bülk liegt in Schleswig-Holstein, eingebettet in den nordöstlichen Teil des Dänischen Wohlds. Die Luftlinie zwischen der Hofstätte und dem Ostseestrand misst 2.600 m, die Höhenlage des ganzen Gutes zwischen 10 und 40 m, die Hofstätte 30 m über NN. Das Guts-Herrenhaus steht in den Koordinaten 54° 27′ 29,6″ N, 10° 7′ 40,7″ O. Von Westen kommend schlängelt sich die Freidorfer Au durch die tiefsten Stellen von Neu-Bülk, biegt nach Osten ab und mündet nördlich von Strande in die Ostsee. Aus nördlicher Richtung fließt eine namenlose bis auf eine kurze Strecke verrohrte Bek durch Neu-Bülker Gebiet und mündet in die Freidorfer Au.

## Geschichte
Bis 1738 war Claus Christian v. Thienen Grundherr und Eigentümer von Bülcke und der Meierhöfe Eckhof und Ravensbek. In den folgenden Jahrhunderten erfolgten die Eigentümerwechsel Neu-Bülks bis 1931 stets durch Veräußerung der Immobilien.
1927 wurde Neu-Bülk an die Schleswig-Holsteinische Höfebank GmbH verkauft, eine Siedlungsgesellschaft mbH, die ihren Namen 1934 in Schleswig-Holsteinische Siedlungsgesellschaft änderte. Die Höfebank erwarb Neu-Bülk aufgrund des Reichssiedlungsgesetzes von 1919, das ihr das Vorkaufsrecht für alle zum Verkauf anstehenden Güter über 100 ha Größe zusprach. Die Höfebank siedelte Neu-Bülk auf; die meisten der kleinen Siedlerstellen entstanden auf dem Gebiet des ehemaligen Ravensdorp. Auf diese Weise lebte hier das ehemalige Dorf nun als Rabendorf wieder auf. 2001 übernahm Hartwig Rodde das Gut.
Die Baujahre der einzelnen Gebäude konnten in den meisten Fällen nur annäherungsweise ermittelt werden. Neben dem hofseitigen Gebäudeensemble gibt es unweit zwei Landarbeiterhäuser. Als das Dorf Ravenstorp Neu-Bülk zugeschlagen wurde, gehörten auch die sechs Katen des Dorfes zum Gut. Bei der Aufsiedlung von Neu-Bülk 1927–30 fielen sie den Siedlerstellen zu und sind seitdem Häuser im neuen Rabendorf.

### Landwirtschaftliche Neuerungen
Im Zuge der fortschreitenden Agrarrevolution kam die Rotationsworfelmaschine etwa Mitte des 19. Jahrhunderts nach Neu-Bülk. Um 1920 wurden pferdegezogene Mähmaschinen und die Dreschmaschine angeschafft und der Arbeitskräfte-Bedarf sank spürbar. Durch die Einführung neuer industrieller landwirtschaftlicher Produktionsweisen, die Motorisierung in Verbindung mit zapfwellengetriebenen und hydraulischen Hebevorrichtungen für die angebauten Bodenbearbeitungs-, Aussaat-, Pflege- und Erntemaschinen, erübrigten sich viele Arbeitsschritte der traditionellen Landwirtschaftsform. Dadurch sank die Zahl der benötigten Arbeitskräfte schließlich von 20 in den 1930er Jahren, auf zwei Arbeitskräfte im Jahr 2000.

### Die Größe von Neu-Bülk

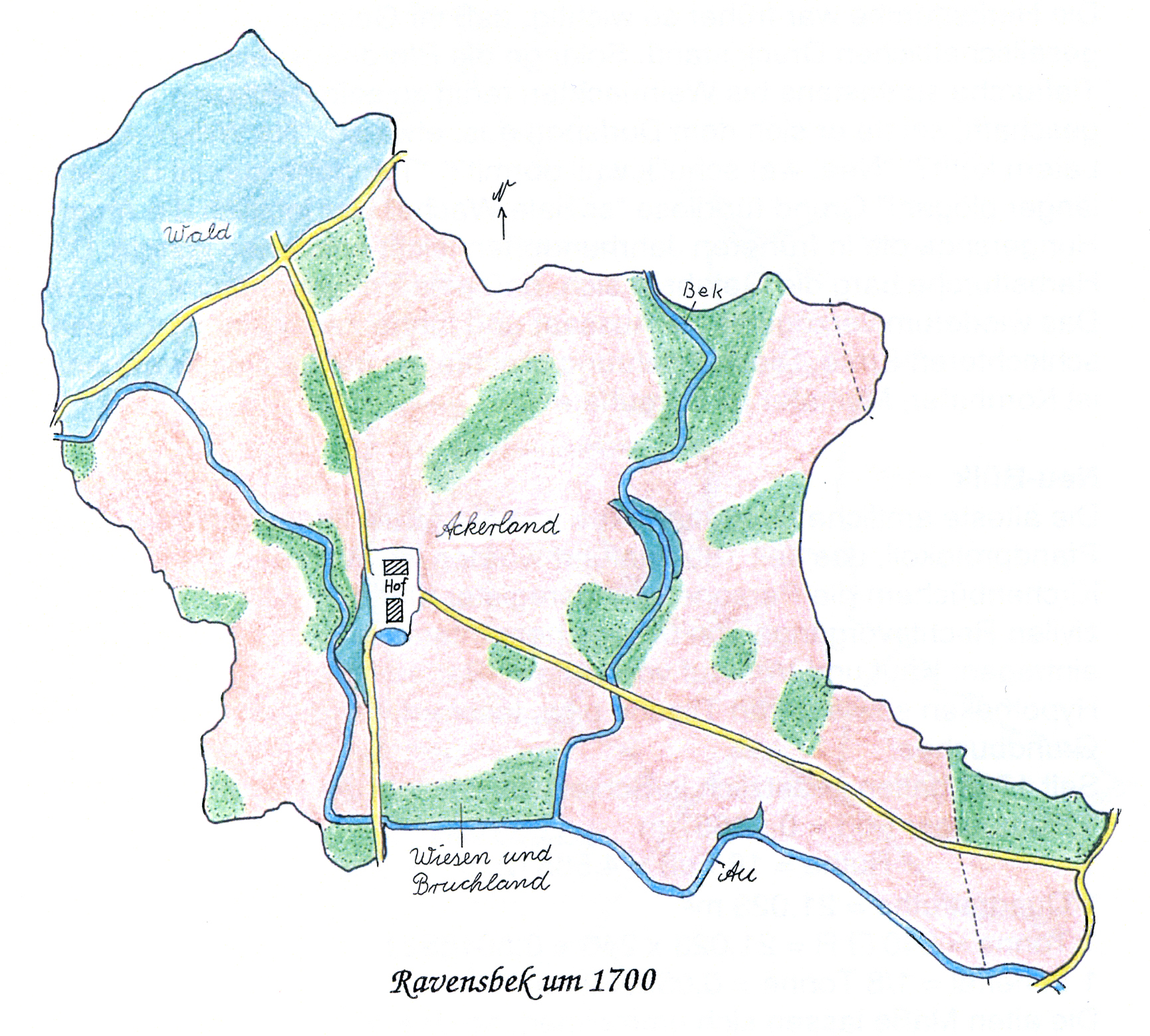
Handzeichnung von Ravenbek um 1700

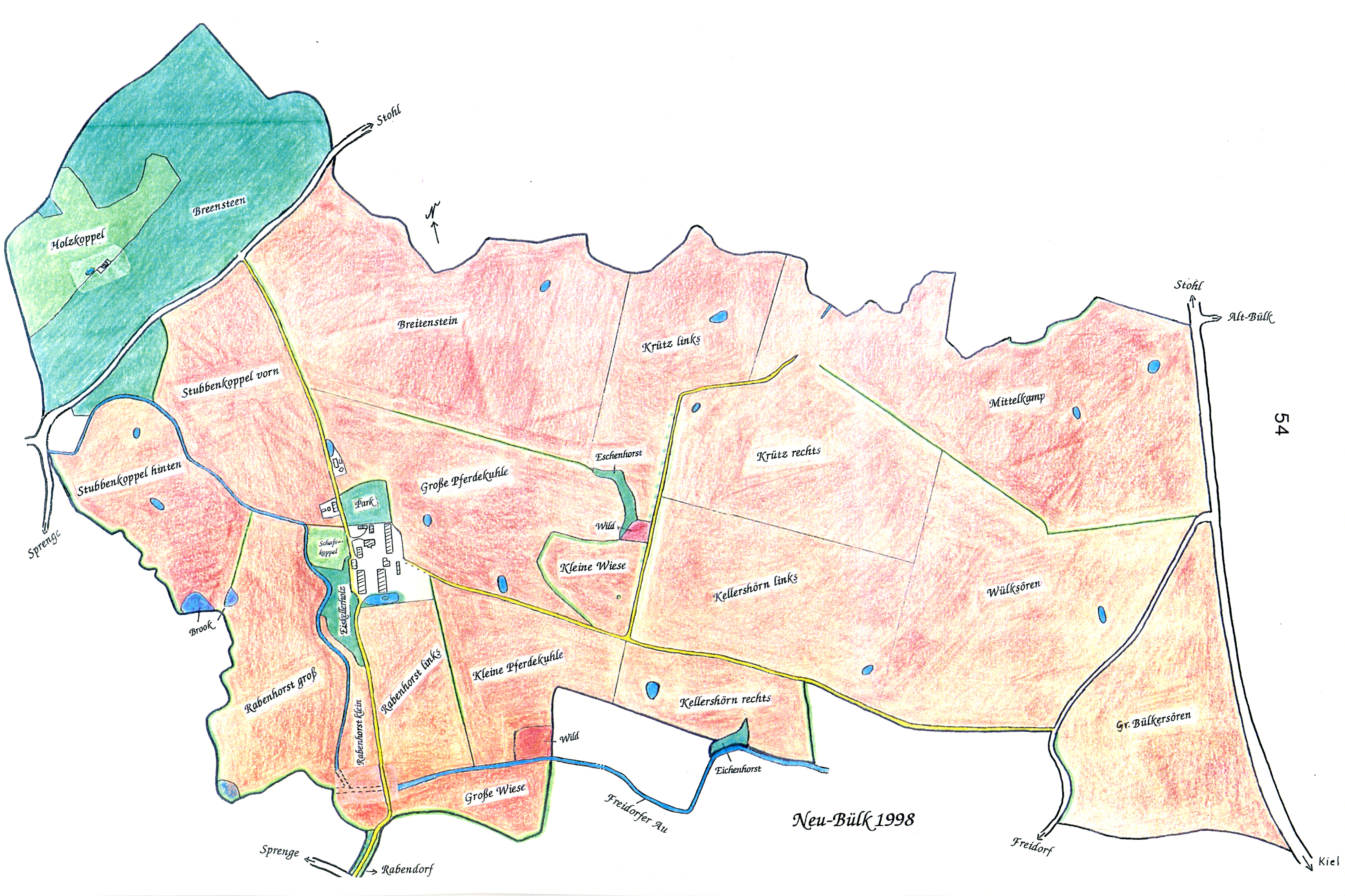
Handzeichnung von Neu-Bülk von 1998

Ravensbek bestand um 1700 aus ungefähr 210 Hektar Wald, Acker, Wiesen und 20 Brüchen (Bruch, plattdeutsch Brook: sumpfige Stelle, Erlenbewuchs, landwirtschaftlich unbrauchbar). Anfang des 18. Jahrhunderts kam die Fläche des gelegten Ravensdorp hinzu. Heinrich Friedrich Janßen erwarb 1828 außer dem Gut Neu-Bülk eine Parzelle von Eckhof, so dass Neu-Bülk nun 288,90 ha umfasste, ohne Gärten, Gewässer, Wege und Hofraum. Als Bismarck das Katasteramt, das Grundbuch und die Zuordnung der Ländereien zu Gemarkungen eingeführt hatte, wurde Neu-Bülk 1874 neu vermessen.
1927 trennte die neue Eigentümerin, die Schleswig-Holsteinische Höfebank GmbH 93,94 Hektar ab, siedelte diese zu elf Siedlerstellen auf und zweigte Wege von Neu-Bülk ab, die sie der Großgemeinde Schilksee bzw. dem Kreis Eckernförde übertrug. 1931 kaufte Carl-Albrecht Rodde den Resthof, mit seinen verbliebenen 196,01 Hektar, dass er 1935 seinem ältesten Sohn überschrieb. Seinem zweitältesten Sohn, Carl Albrecht Rodde, überließ er von Alt-Bülk als Teil seines vorgezogenen Erbteils 85,40 ha, die an die Ländereien von Neu-Bülk grenzen. Das vergrößerte Neu-Bülk auf 281,42 Hektar. Nach einigen kleinen Veränderungen, Tausch, Abgaben wegen Straßenbaus und einiger Korrekturen betrug die Gesamtfläche 1994 laut Kataster über 280 Hektar.

### Zeitweise Privilegien als Adliges Gut
Bülcke gehörte am Anfang der Besiedlung zum Kirchspiel Slabbenhagen, heute Dänischenhagen, das die öffentliche Verwaltung einschließlich des Personenstandswesens wahrnahm. Dann übertrug die Obrigkeit die öffentliche Verwaltung einschließlich der unteren Gerichtsbarkeit dem Gut Bülcke. Das Personenstandswesen blieb in Händen des Kirchspiels. Damit erklärte man das Gut zur unteren staatlichen Verwaltungseinheit, und es erhielt die amtliche Bezeichnung „Adliges Gut“. Der jeweilige Eigentümer (später auch Bürgerliche) hatte kraft Amtes als Verwaltungschef im Bereich des „Adligen Gutes“ alle Verwaltungsaufgaben wahrzunehmen. Dazu gehörte u. a. das Schuld- und Pfandbuch zu führen, in das alle zivilen Rechtsvorgänge von öffentlichem Interesse, Kauf und Verkauf von Gütern, Bauernhöfen, Einzelgrundstücken, Häusern sowie Hypotheken und deren Tilgung usw. eingetragen werden mussten. Später erhielten auch Eckhof und Neu-Bülk den Status des „Adligen Gutes“. So blieb es bis zu den Bismarck’schen Gesetzen zur Kommunalreform ab 1868, die die Adligen Güter von ihren Verwaltungsaufgaben entbanden.

## Neu-Bülk heute
Legehennen, Gänse, Enten, Schweine, Schafe, Tauben und Bienen wurden auf Neu-Bülk zur Selbstversorgung des Gutshaushaltes gehalten. Als Hobby-Tiere gibt es heute sechs bis zehn Schafe und drei Gänse. 1957 verließen die letzten Tauben Neu-Bülk, 1959 die Schweine, 1967 das Federvieh, 1972 das letzte Pferd und 1979 die Kühe. Die Rindviehhaltung spielte als intensiv betriebener Betriebszweig eine bedeutende Rolle. Es handelte sich um Schwarzbunte Schleswig-Holsteiner mit dem Schwerpunkt Milcherzeugung. Neu-Bülk ist auch Teilhaber des Windparks „Schwedeneck“.